# Göran Månsson (arkitekt)

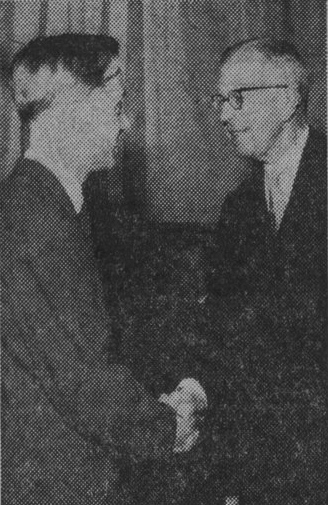
Göran Månsson mottager den hertigliga medaljen ur kungens hand, 1961

Nils Göran Månsson, född 13 februari 1933 i Gävle, är en svensk arkitekt. Han är sedan 1974 gift med arkitekt Marianne Dahlbäck.

## Biografi
Månsson, som är son till ingenjör Nils Månsson och Greta Norlander, utexaminerades från Kungliga Tekniska högskolan i Stockholm 1957 och från Kungliga Konsthögskolan 1962. Han har bedrivit egen verksamhet sedan 1961 samt tillsammans med Ove Hidemark Ove Hidemark  Göran Månsson Arkitektkontor AB och vid det tillsammans med hustrun drivna Månsson Dahlbäck Arkitektkontor AB från 1988. Bland hans arbeten märks Gävle Teater och nya Vasamuseet.

## Verk i urval
- Standardhus för bostadsområde, Rönäsudd, Stjärnsund, Dalarna 1965
- Laboratoriebyggnad, Karolinska institutet, Doktorsringen 12 D, Solna 1968–1973
- Folkets hus, Hallstavik 1970–1975 (tillsammans med Ove Hidemark)
- Berzeliuslaboratoriet, Berzelius väg 3, Solna 1972 (tillsammans med Ove Hidemark)
- FOA 4, Försvarets forskningsanstalt, huvudenhet 4, Cementvägen 20, Umeå 1977–1979
- Gävle teater, restaurering av gamla teatern (ursprungsarkitekt: Axel Fredrik Nyström) och tillbyggnad 1984, Kasper Salinpriset 1984
- Vasamuseet, Galärvarvet, Stockholm 1987–1990, Kasper Salin-priset 1990
- Café Finn - tillbyggnad till Lunds konsthall 1992–1993
- Lunds tekniska högskolas studentkårs kårhus 1993–1994
- Nöjespalatset Hippodromen, Malmö, restaurering, renovering och ombyggnad 1994
- Kulturen, Lund, om- och tillbyggnad 1996

## Bilder

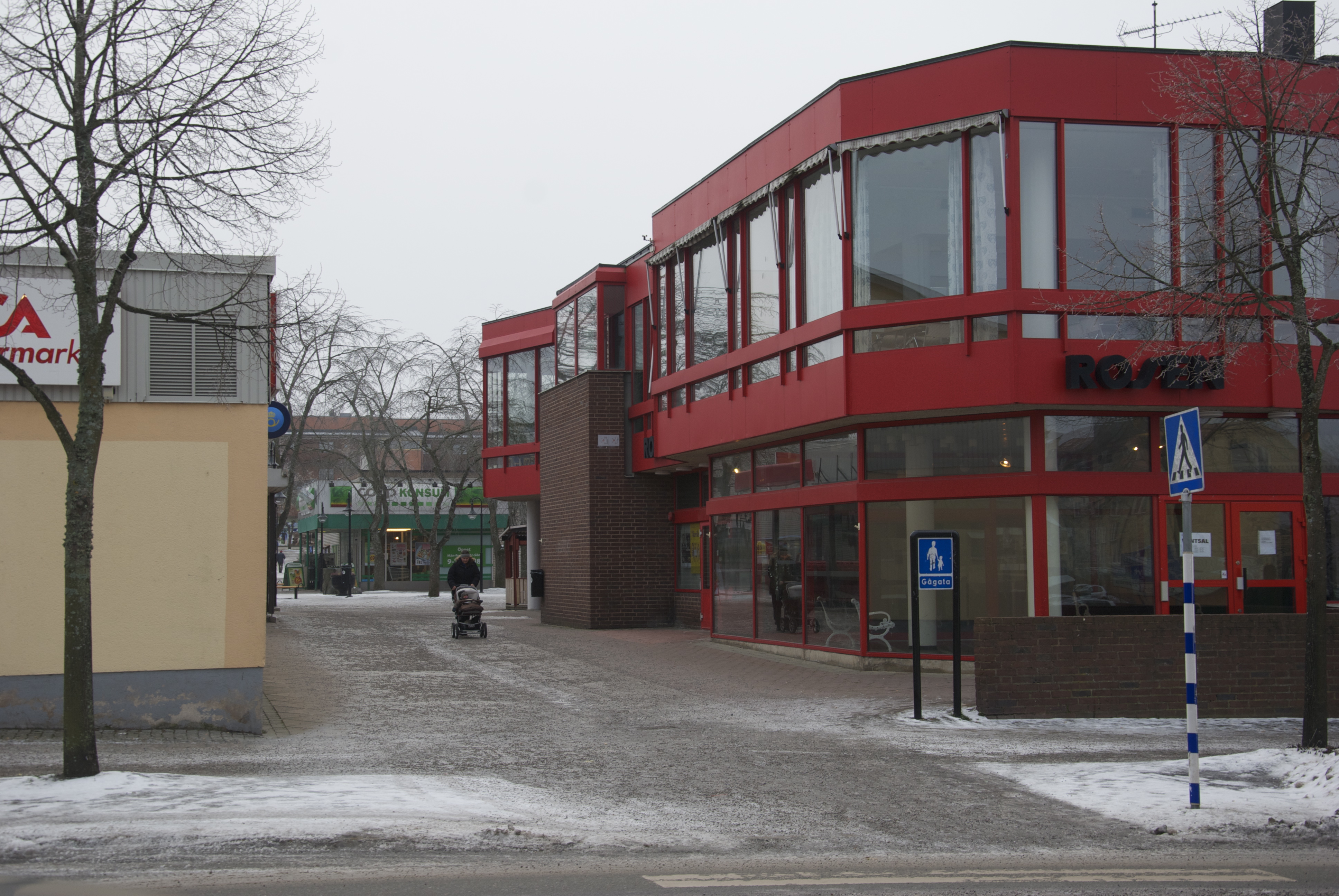
Folkets hus i Hallstavik
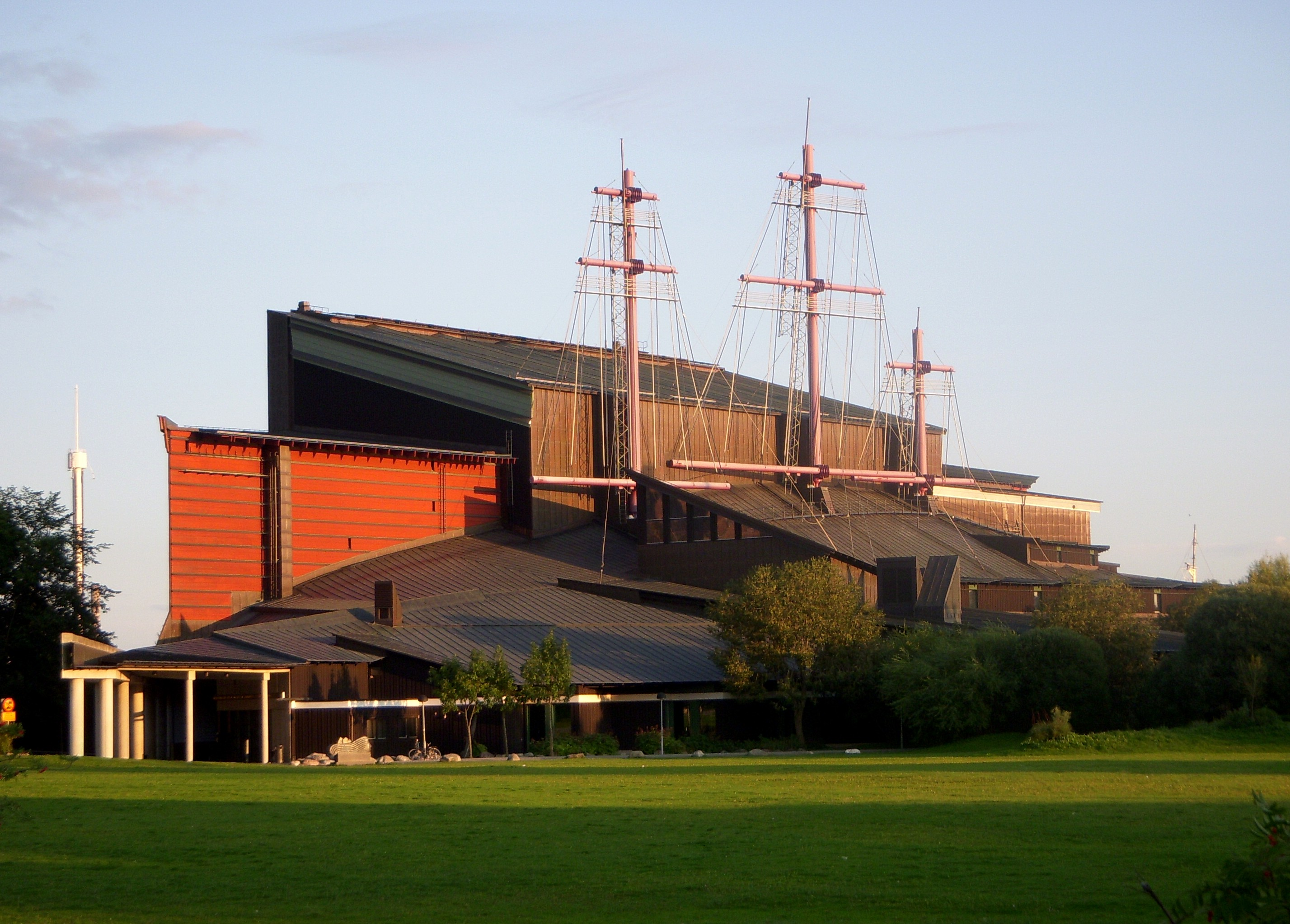
Vasamuseet
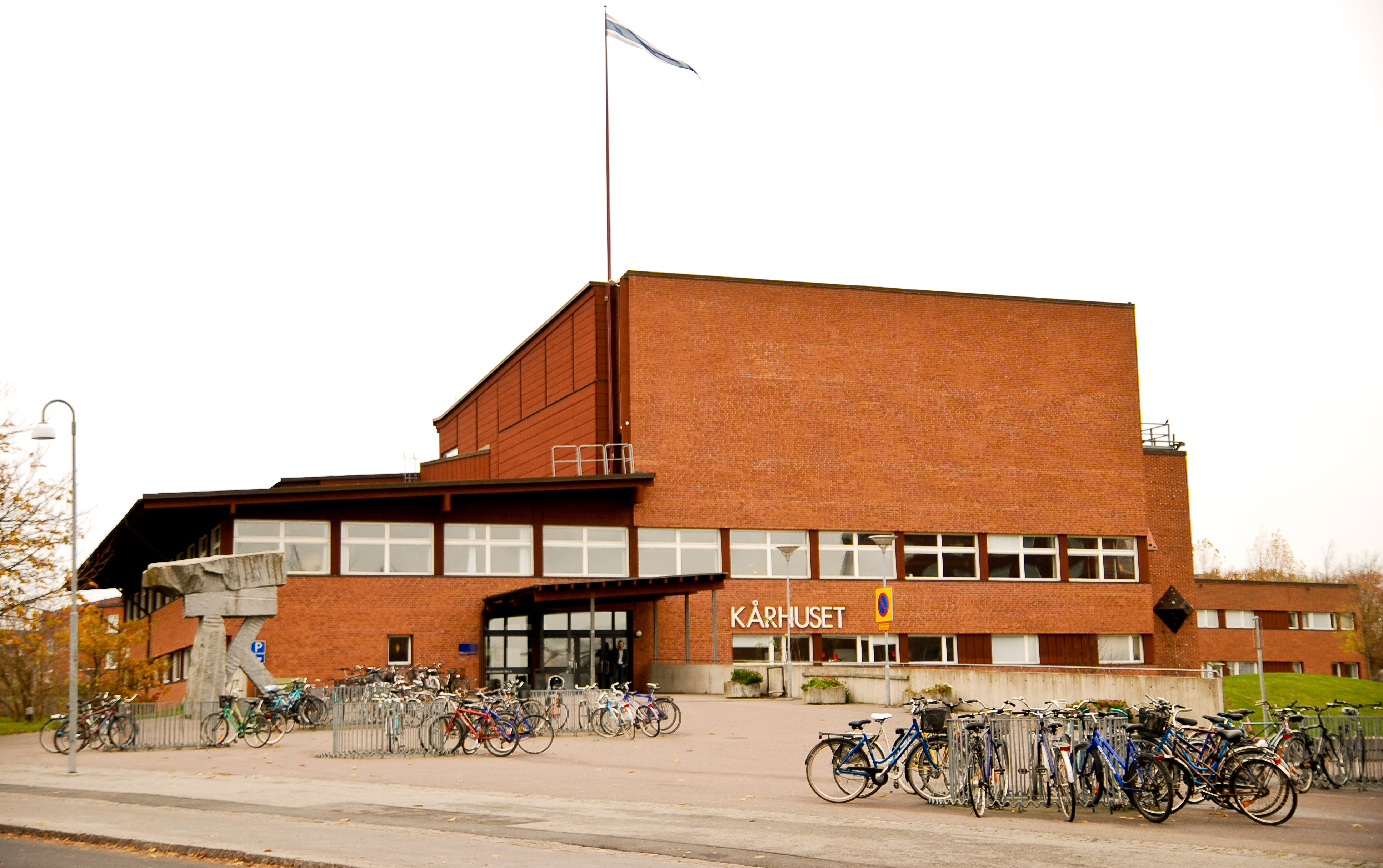
Lunds tekniska högskolas studentkårs kårhus
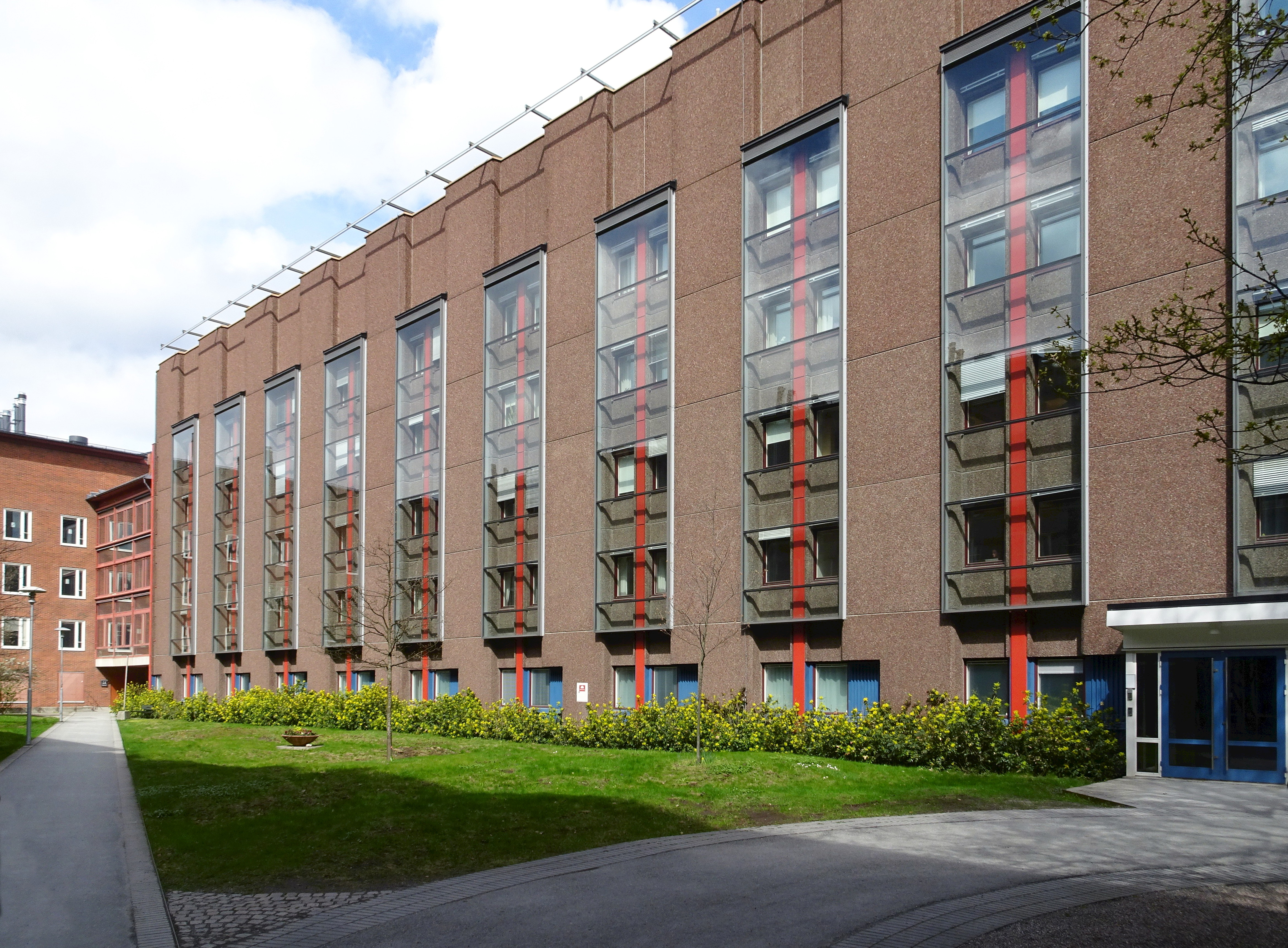
Berzeliuslaboratoriet